# Андріївка (Солобковецька сільська громада)
Андрі́ївка — село в Україні, у Солобковецькій сільській громаді Хмельницького району Хмельницької області. Населення становить 20 осіб.               В с. Андріївка є побудована капличка 1906р.на честь святої Анни,це історична споруда,як необхідно занести в спадщину Держави.

## Історія
7 (20) листопада 1917 року, відповідно до Третього Універсалу Української Центральної Ради, увійшло до складу Української Народної Республіки.
12 червня 2020 року, відповідно до розпорядження Кабінету Міністрів України № 727-р «Про визначення адміністративних центрів та затвердження територій територіальних громад Хмельницької області», увійшло до складу Солобковецької сільської громади.
19 липня 2020 року, в результаті адміністративно-територіальної реформи та ліквідації Ярмолинецького району, село увійшло до складу новоутвореного Хмельницького району.

## Населення

### Мова
Розподіл населення за рідною мовою за даними перепису 2001 року:
| Мова       | Кількість | Відсоток |
| ---------- | --------- | -------- |
| українська | 92        | 100%     |

## Символіка
Герб та прапор затверджені 6 березня 2018 року рішенням № 6 XVII сесії сільської ради VI скликання. Автор — П. Б. Войталюк.
Щит поділений косим золотим хрестом. В першому червоному полі золотий розширений хрест, у другому і третьому зелених — золоті дуби, у четвертому зеленому зі срібної хвилястої бази б'є джерело. Щит вписаний у золотий декоративний картуш і увінчаний золотою сільською короною. Унизу картуша напис «АНДРІЇВКА».
Косий (андріївський) хрест — символ назви, розширений хрест — символ козацтва, дуби — символ густих лісів, джерело — символ великої кількості навколишніх джерел.

## Відомі уродженці села
Баранов Володимир Петрович — герой Радянського Союзу, який удостоївся цього звання за форсування Дніпра.

## Галерея

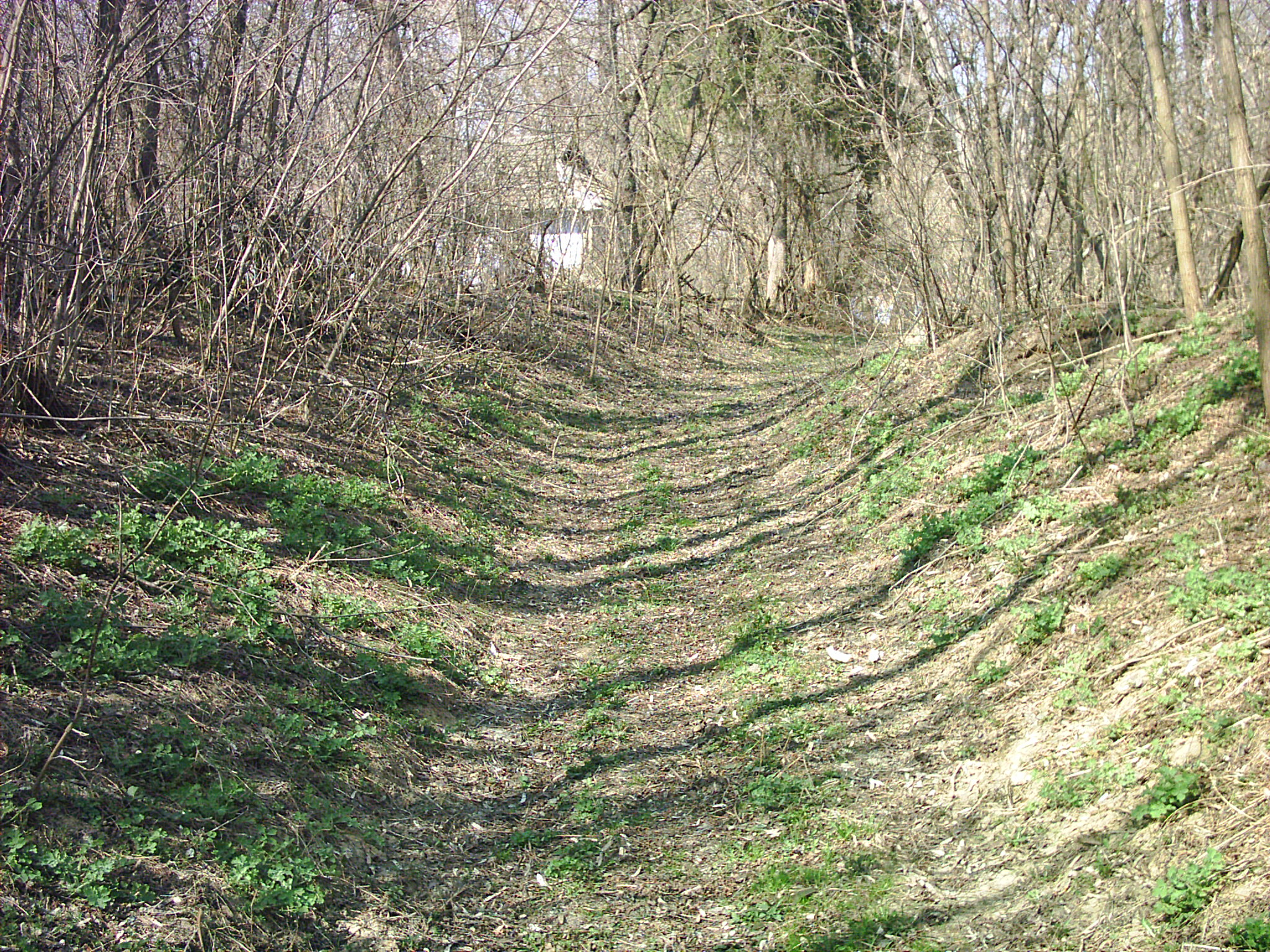
Дорога до поля
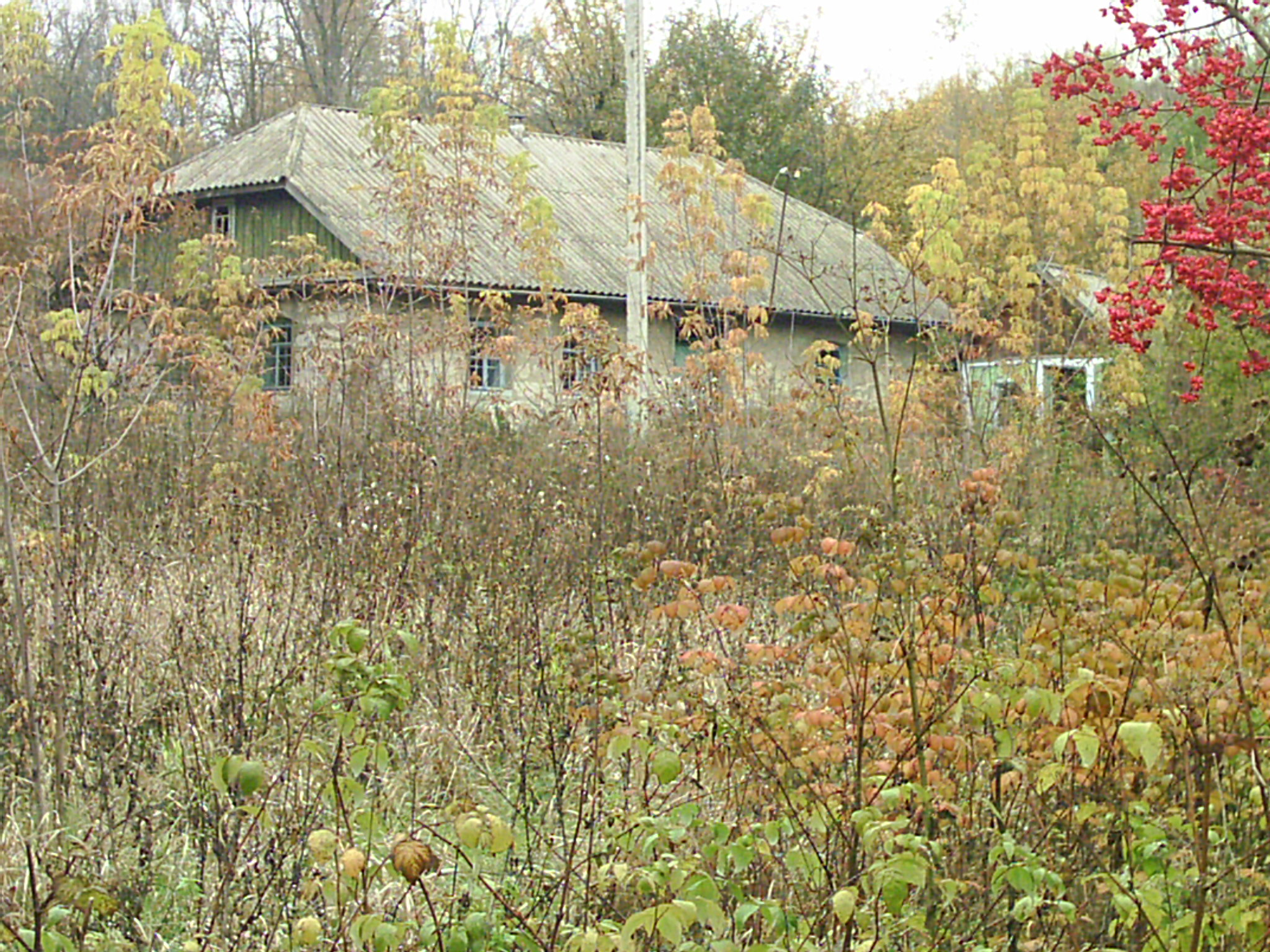
Хата в селі Андріївка
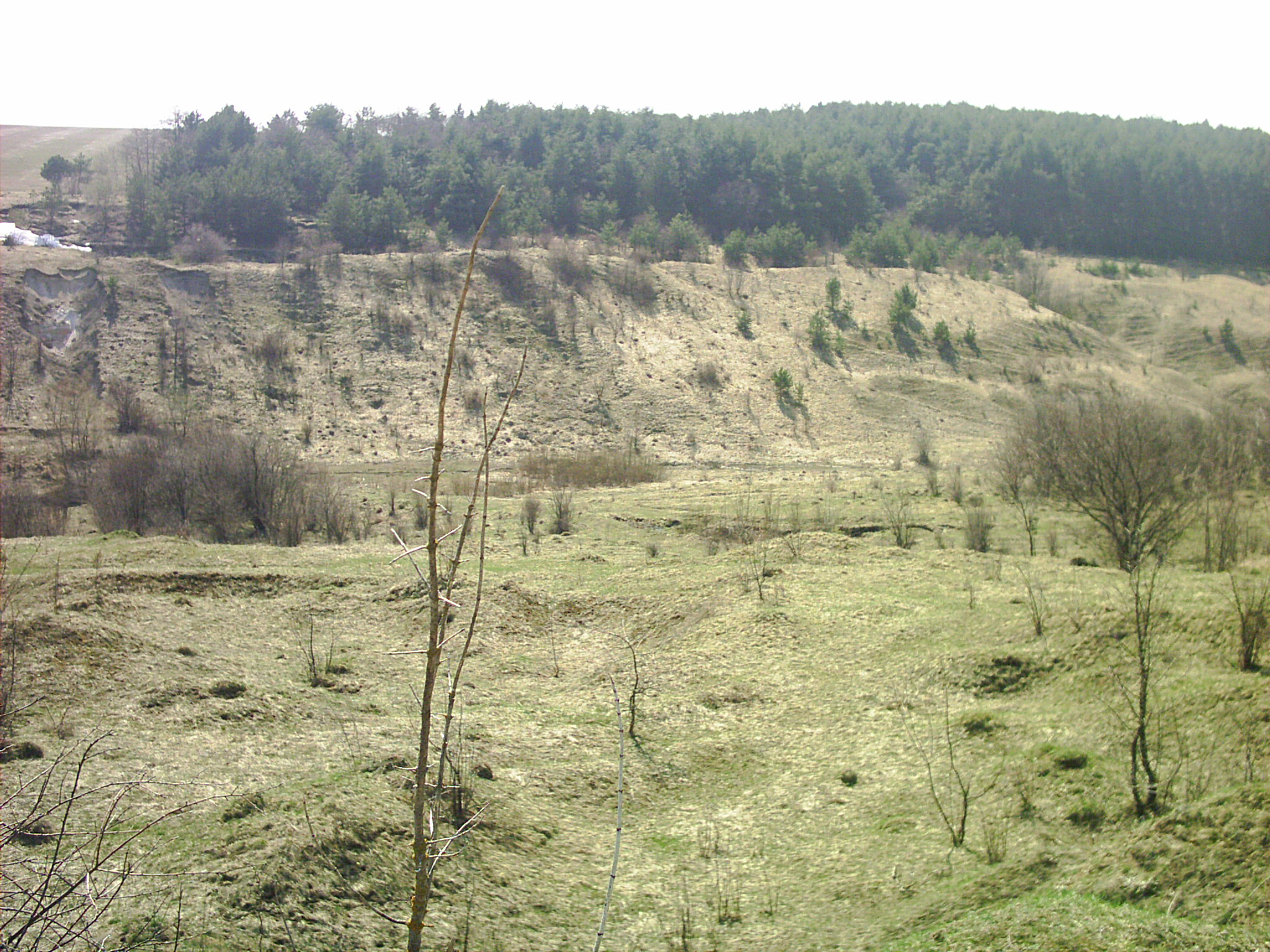
Ліс за селом